# Imperial Stormtrooper

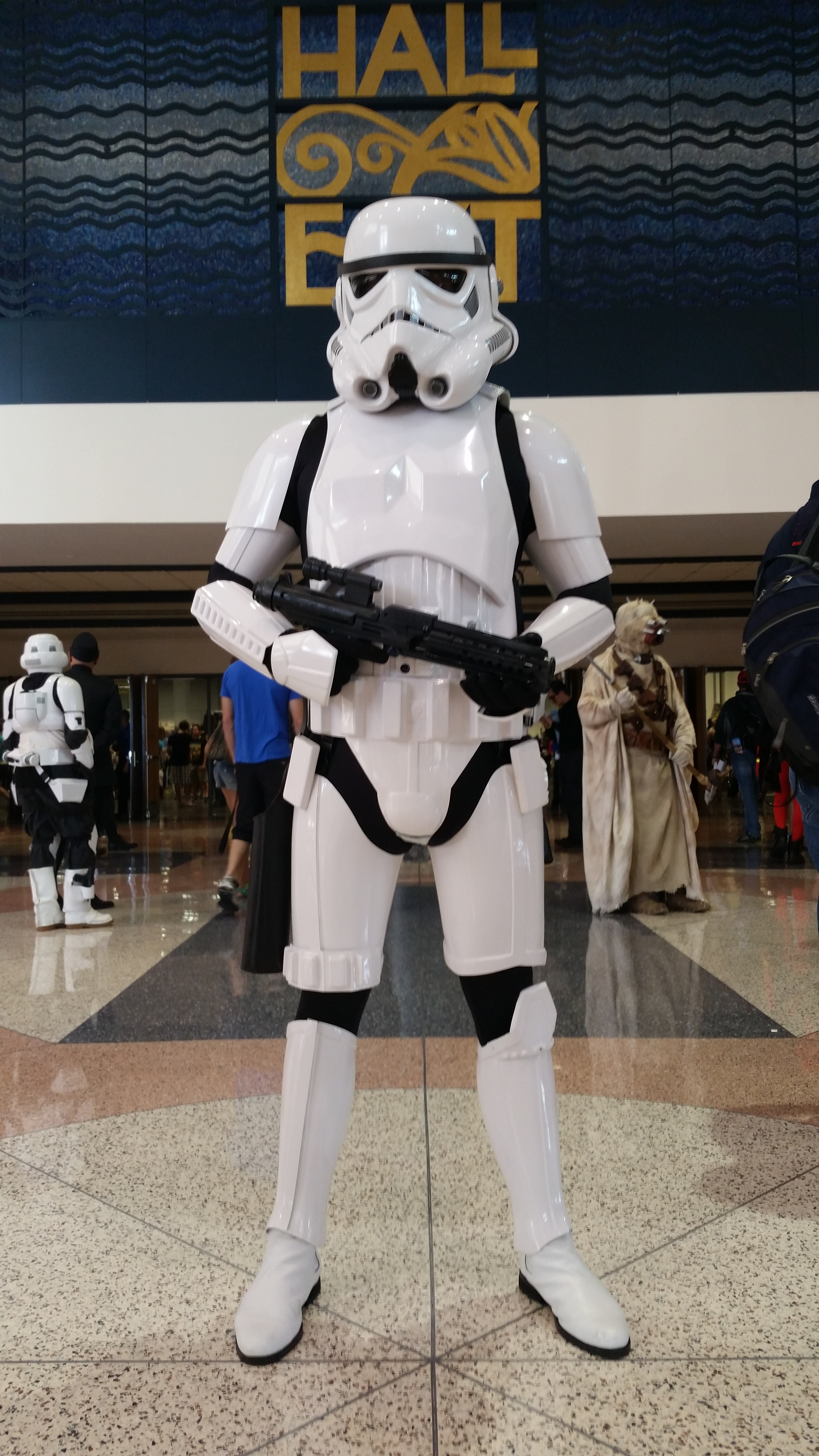
Cosplay van een Stormtrooper uit Star Wars op Tampa Bay Comic Con 2014 in het Tampa Convention Centre

Stormtroopers, ook wel imperial stormtroopers, zijn de infanteristen van het Galactisch Keizerrijk in het fictieve Star Warsuniversum. Stormtroopers is Engels voor stoottroepen. De Keizerlijke Stormtroopers zijn de opvolgers van de Republikeinse Clone Troopers.

## Harnas
Stormtroopers zijn herkenbaar aan hun witte 18-delig harnas. Het harnas wordt over een zwart pak gedragen dat temperatuur-regelend is. Het harnas bevat onder meer een gordel met reservekrachtcellen voor hun pistool, een enterhaak en kabel. Hun helmen bevatten filters wat hen beschermt tegen biologische of chemische wapens. Daarnaast zit er ook een comlink in voor onderling contact. Hierdoor worden de stemmen vervormd. De helm helpt een Trooper tevens om beter te richten op een bewegend doel. De harnassen zijn bestand tegen de meeste wapens.

## Varianten

### Sandtrooper
Een Sandtrooper is een stormtrooper die speciaal is getraind voor missies in droge en woestijngebieden. Ze worden onder andere ingezet op Tatooine.

### Sithtrooper
Een sithtrooper is speciaal getraind om sith te verdedigen. Ze hebben een rood harnas.

### Scouttrooper
Een scouttrooper is een stormtrooper als verkenner van The Empire.
Scouttroopers werden onder andere ingezet op Endor en Hoth en maken gebruik van een speederbike om zo snel mogelijk weg te komen. Hun harnas is lichter en meer flexibel dan het standaard uniform. Ook de helm is lichtelijk aangepast en bevat een zijrand rond de ogen, die lijkt op een paardenbril.

### Snowtrooper
Een Snowtrooper is een stormtrooper die speciaal zijn getraind voor missies in koude gebieden. Ze worden ingezet bij de slag om Hoth om de rebellenbasis (Echo Base) te bestormen. Hun helm bezit een beschermende kap waarin enkele kleine oog-openingen zitten. Hierdoor is hun gezicht beter beschermd tegen koude wind en sneeuwstormen. Het harnas is gemaakt uit stoffen die beter de warmte behouden. Ook hun schoeisel is aangepast aan de gladde omstandigheden met een antislipzolen.

## Tegenstanders
Na de ontmanteling van het Droidleger door de Sith Leerling Darth Vader in Episode III is er geen verzet meer tegen het Keizerrijk. Maar al snel wordt de Rebellenalliantie opgericht die het Galactische Keizerrijk bevecht in Episode IV, V en VI. Darth Vader wordt hun leider tijdens het uitschakelen van deze Rebellen, die op hun beurt door de dochter (Prinses Leia Organa) van Vader worden aangevoerd.

## Klonen?
De Imperial Stormtroopers zijn gemodelleerd naar de Clone Troopers, die met de Jedi meevochten in de kloonoorlogen, maar zich na Bevel 66 tegen de Jedi keerden. Over de vraag of Imperial Stormtroopers net als de Clone Troopers klonen zijn, zijn al jarenlang discussies gaande. Aangezien de klonen een versneld groeiproces hadden, en er ongeveer 20 jaar verstrijken tussen Episode III en Episode IV, zijn de meeste Jango Fett Clone Troopers al te oud om The Empire te dienen. Of er na de lading van een tien miljoen klonen nog nieuwe Clone Troopers zijn "besteld" door de Keizer, is tot dusverre onduidelijk.

## Het Stormtrooper-effect
Het Stormtrooper-effect is een satirische term die wordt gebruikt voor het cliché in actiefilms waarbij de vijandelijke troepen voortdurend mis lijken te schieten. In het begin van Star Wars: Episode IV: A New Hope worden de Stormtroopers neergezet als extreem efficiënte elitetroepen. De bemanning van een rebellenschip wordt bijna moeiteloos overrompeld en later merkt Obi-Wan Kenobi op dat niemand zo nauwkeurig schiet als de Stormtroopers. Desondanks slagen de Stormtroopers er op de Death Star niet in om de protagonisten neer te schieten, maar worden zij zelf bij bosjes gedood. Filmcriticus Roger Ebert noemde dit typische verschijnsel het "Principle of Evil Markmanship" ("Principe van kwaadaardige scherpschutterskunst"), maar de term "Stormtrooper-effect" is ook erg populair.